# Chaudon
 Chaudon  es una población y comuna francesa, en la región de  Centro, departamento de Eure y Loir, en el distrito de Dreux y cantón de Nogent-le-Roi.

## Demografía
| 742 | 882 | 873 | 1009 | 1364 | 1411 |
| Para los censos de 1962 a 1999 la población legal corresponde a la población sin duplicidades (Fuente: INSEE [Consultar]) |     |     |      |      |      |